# Borucas
Les Borucas (également appelés Brunca ou Brunka) sont un peuple autochtone du Costa Rica. Ils vivent principalement dans deux réserves de la province de Puntarenas, dans le sud-ouest du pays. Les Borucas parlent traditionnellement la langue Boruca, qui est aujourd'hui quasiment éteinte.

## Localisation
Les Borucas vivent principalement dans les territoires indigènes Curré et Boruca , situés dans le canton de Buenos Aires de la province de Puntarenas, dans la zone pacifique sud du Costa Rica. 

## Démographie
La population Boruca est estimée à un peu plus de 2560 selon un recensement de 2011.

## Langage
Le boruca est une langue chibchane, aujourd'hui parlée par seulement quelques locuteurs, l'espagnol étant la langue la plus couramment employée par la population. L'Atlas des langues en danger de l'UNESCO a classé Boruca comme « en danger critique d'extinction », la langue traditionnelle reste néanmoins enseignée à l’école primaire Doris Z. Stone du territoire Boruca.

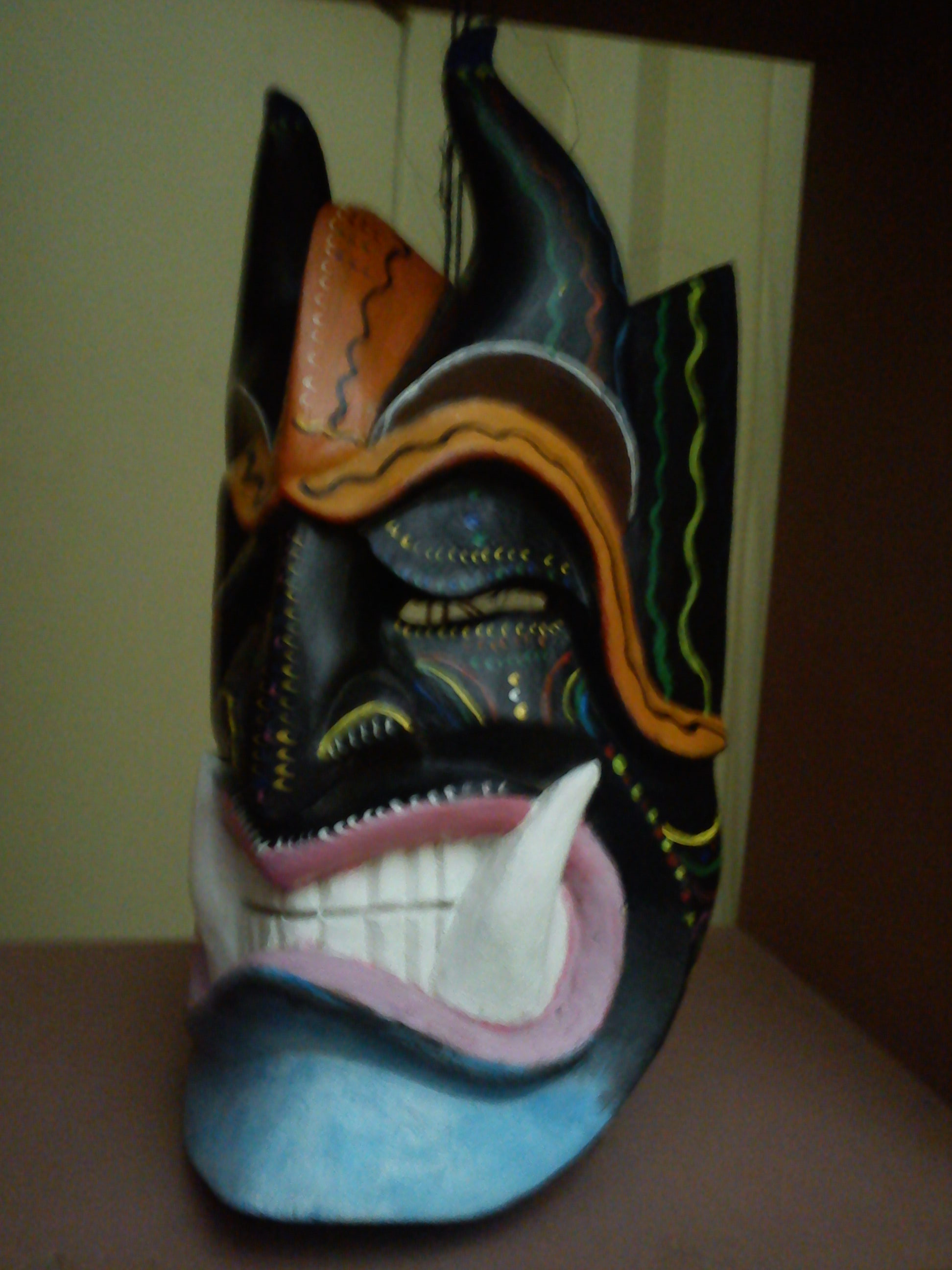
Masque traditionnel Boruca

## Arts et traditions
Les Borucas sont surtout connus pour leurs masques artisanaux, utilisés lors du festival Danza de los Diablitos (La danse des petits diables), une célébration traditionnelle du Nouvel An.